# Seunaster
Seunaster is een geslacht van uitgestorven zee-egels uit de familie Stegasteridae.

## Soorten
- Seunaster georgicus Rouchadze, 1940 †
- Seunaster lamberti Charles, 1937 †
- Seunaster lazicus Rouchadze, 1940 †